# 巴拉圭冬青
巴拉圭冬青（學名：Ilex paraguariensis），为冬青科冬青屬植物。原產於南美洲的亞熱帶地區，包括阿根廷北部、巴拉圭、烏拉圭、巴西南部及玻利維亞。將巴拉圭冬青乾燥的葉片浸泡在熱水中，所泡出來的茶湯稱為瑪黛茶（中國大陸譯作：馬黛茶；也稱巴拉圭茶（Paraguay tea）、巴西茶（Brazilian tea）），含有咖啡因、鞣酸，是一种兴奋饮料，其咖啡因含量比等量的綠茶稍高，收敛性较茶弱。
巴拉圭冬青的植株為灌木或是小喬木，可以生長到15公尺高。葉為常綠性，長7～11公分，寬3～5.5公分，葉緣有鋸齒。花小型，花白色帶點綠色調，花瓣四片。果實為紅色漿果，果徑0.4～0.6公分。

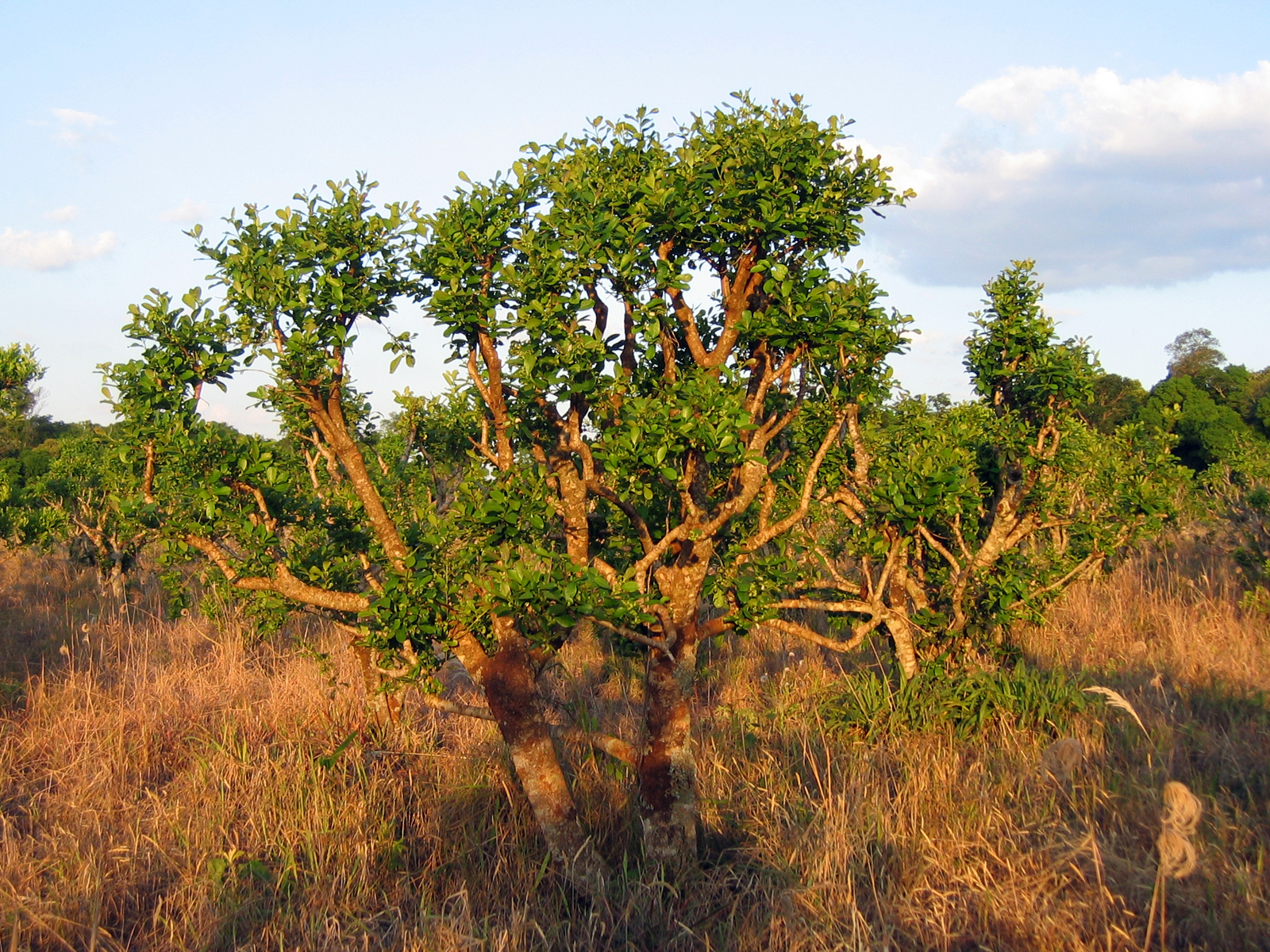
植株
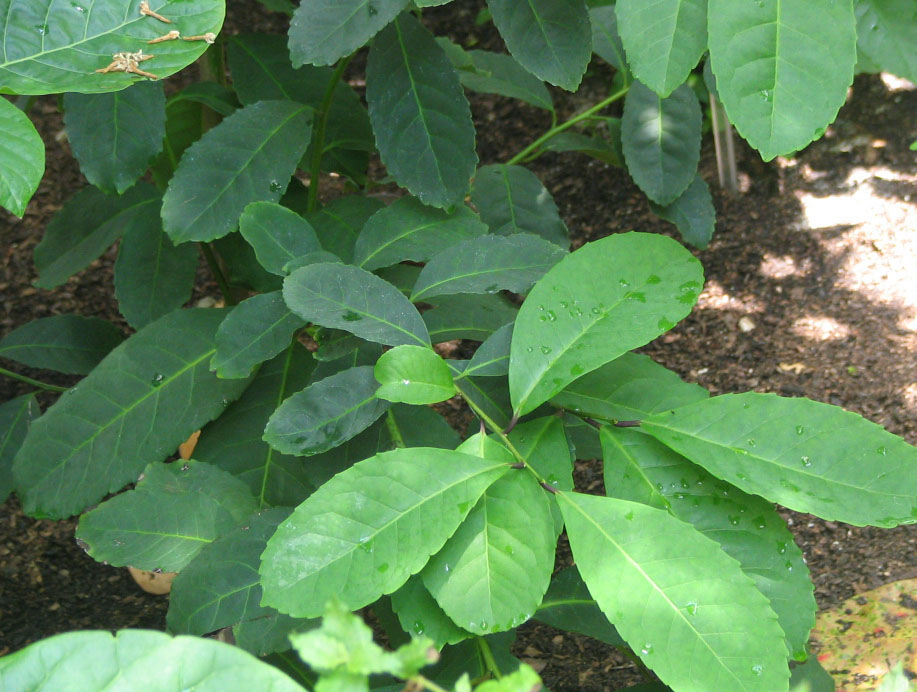
葉
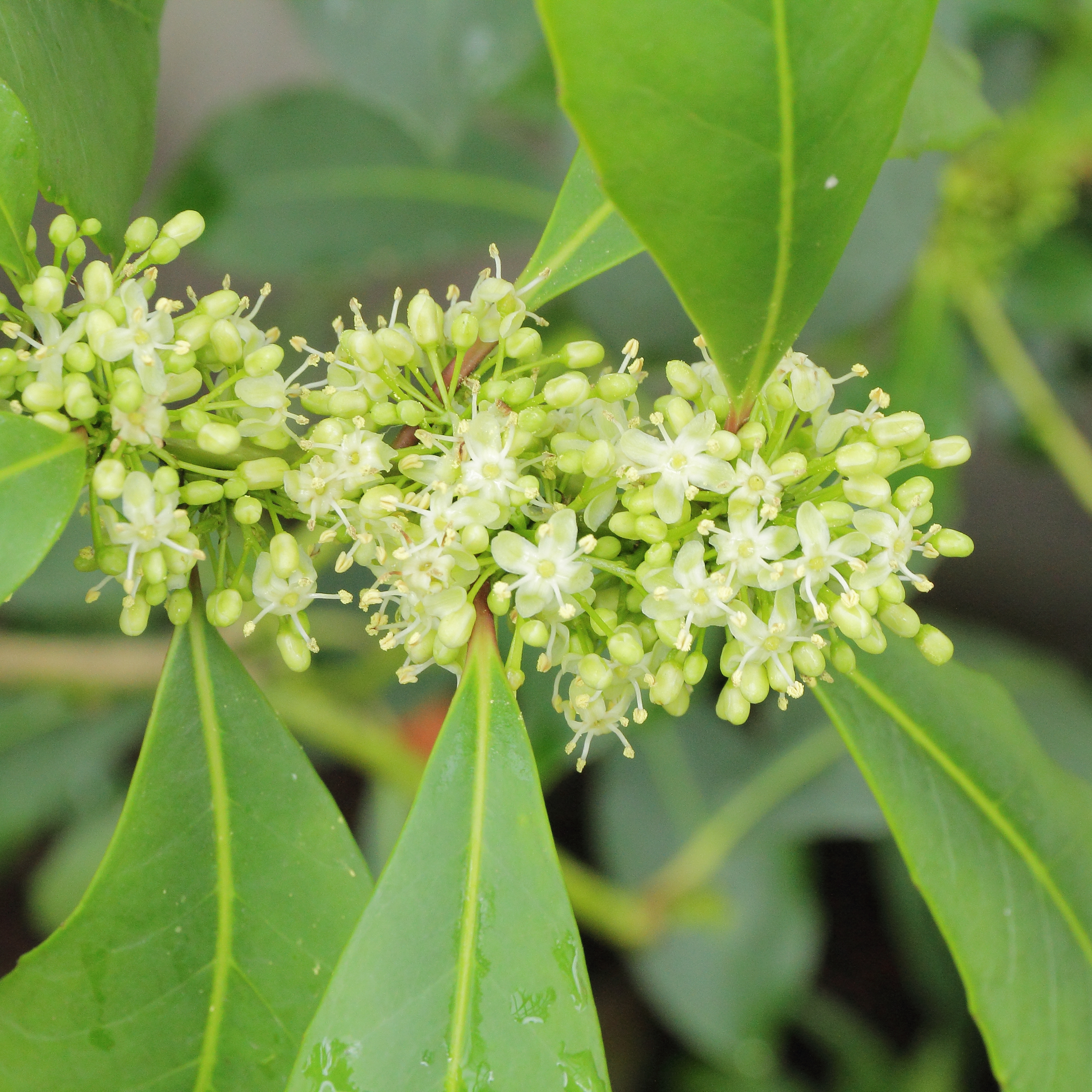
花序
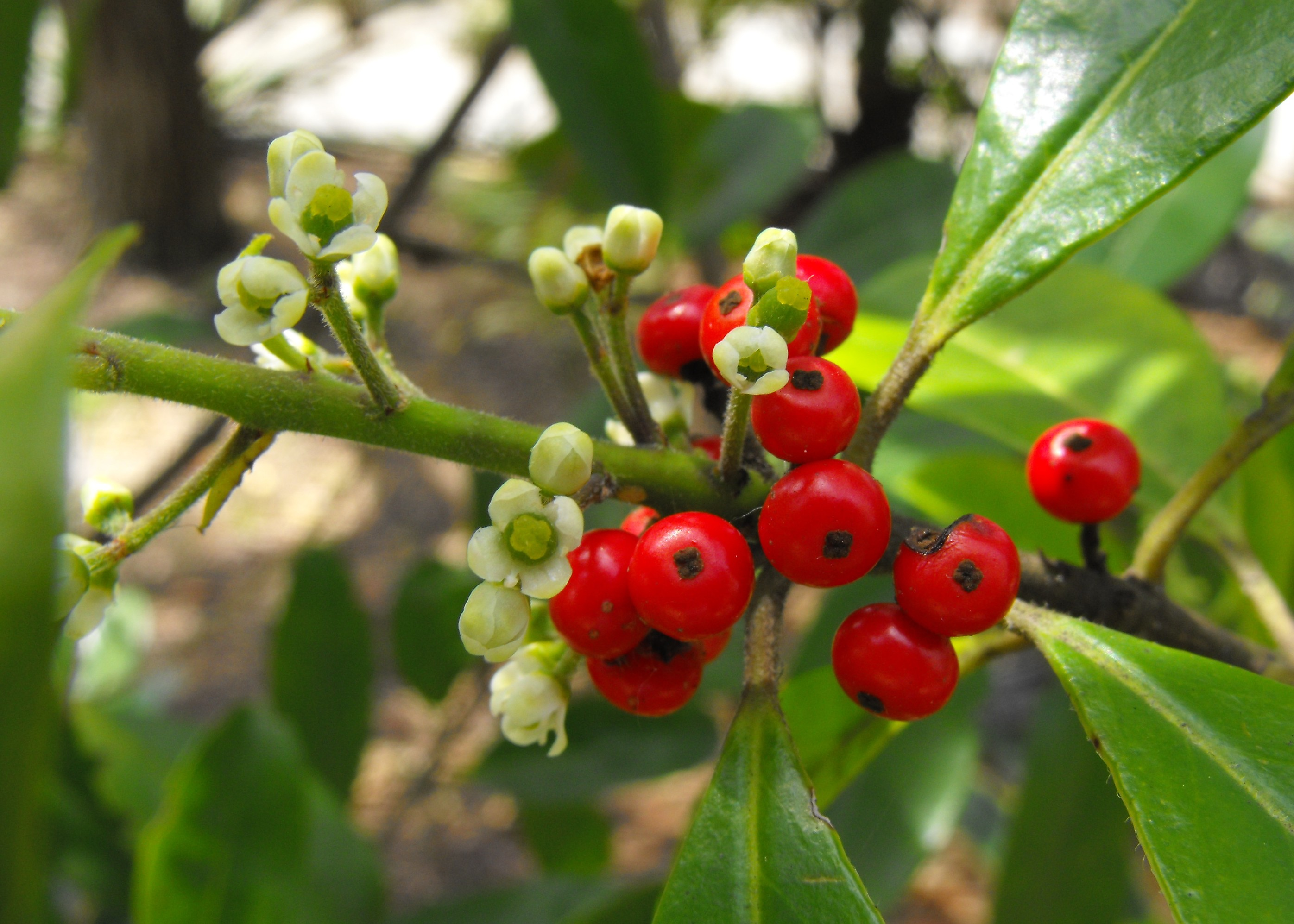
花與果
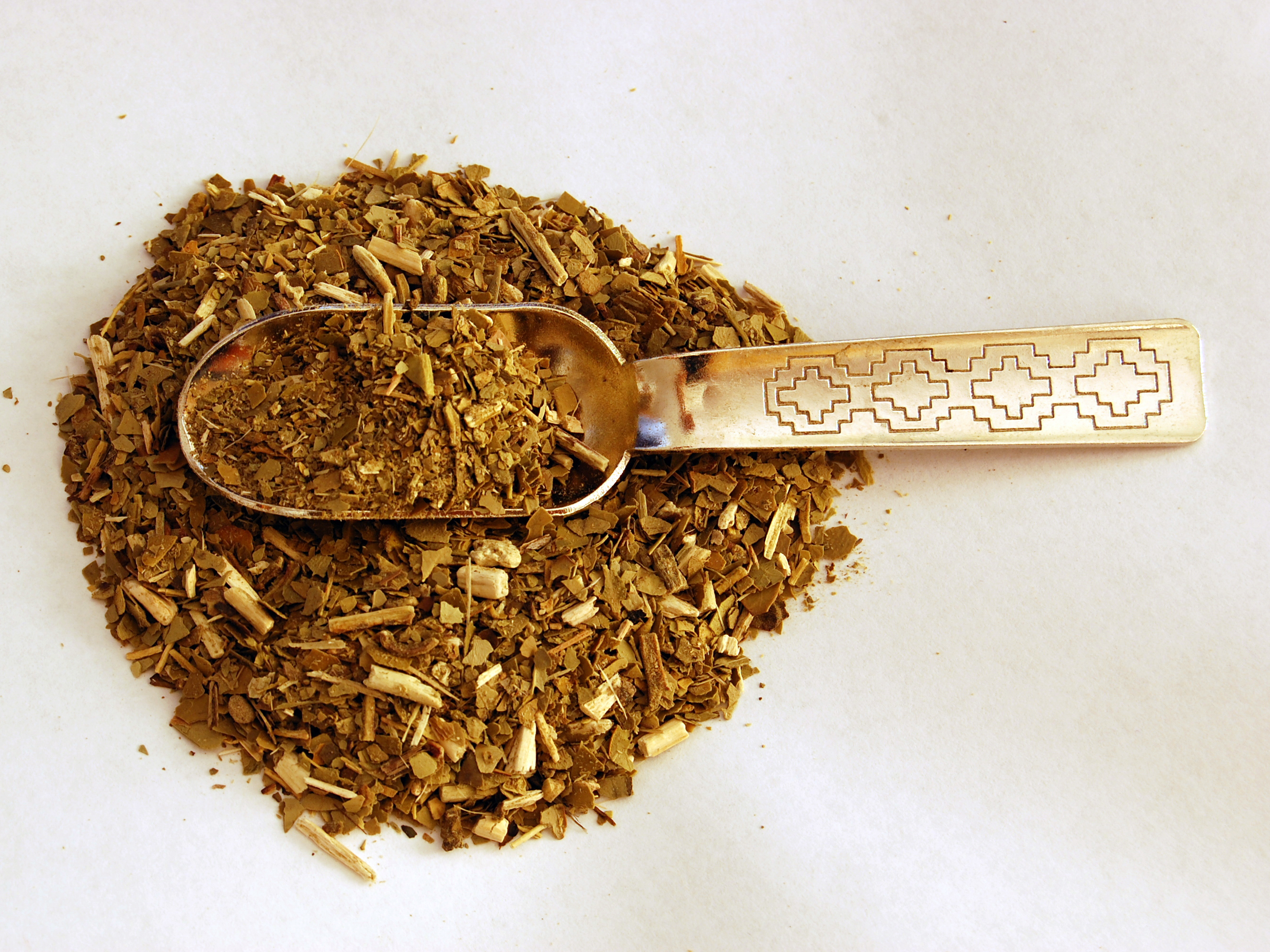
乾燥葉枝
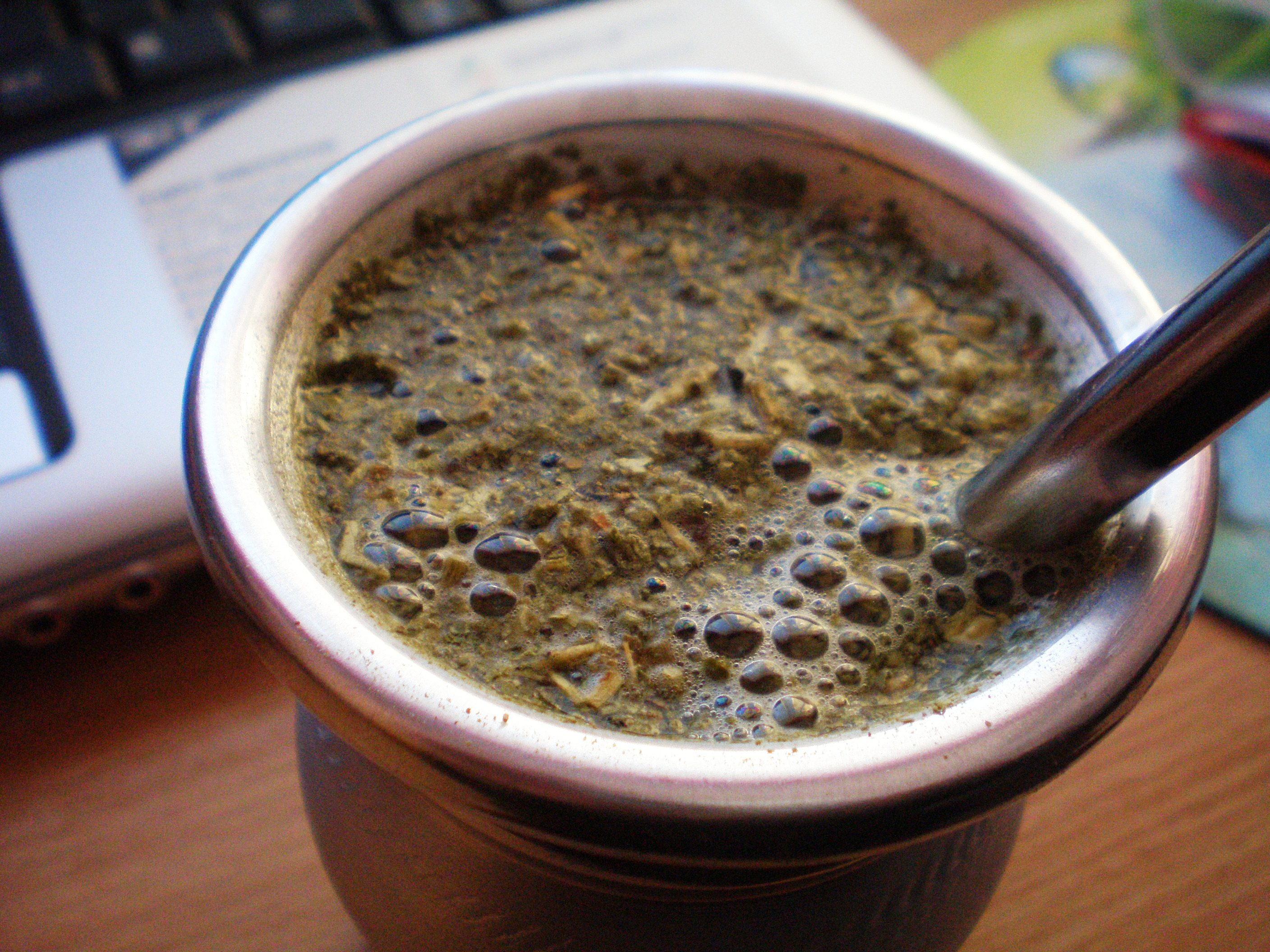
瑪黛茶

## 栽培
南美洲是瑪黛茶的主要生產地，特別是在巴拉圭、阿根廷北部（科連特斯，米西奧內斯）、烏拉圭及巴西南部（南里約格朗德，巴拉那）等地栽培最多。瓜拉尼人（Guarani，印第安人一支）被認為是最早栽培這種植物的民族。耶穌會的傳教士則是最早栽培瑪黛茶的歐洲人，他們同時也將喝瑪黛茶的習慣傳播至南美各地，最遠傳到厄瓜多爾。
瑪黛茶野生的植株为乔木，树冠圆头状。人工栽培后产品质量提高，栽培植株成为矮小多茎灌木，为了植株复壮，收获期间至少需要两年。
瑪黛茶收穫時，會先收割下枝葉，再將枝葉乾燥，有時也會使用柴火烘培來乾燥，這樣做會增添一些薰香味，最後再將乾燥的葉子，有時也會附帶一些小細枝，篩選分離出來，即是可以泡茶的瑪黛茶葉。
乾製瑪黛茶的方法有多种，在巴西是将其枝叶置于面积6平方英尺的坚硬地面上，周围烧火初烤，其后又置于杆篙编成的拱顶上再次烘烤，最后将干叶制成粗粉。在巴拉圭及阿根廷部分地区，则先将中脉除去，再将叶片烘烤。现在较新的方法与中国制茶的方法相似，将叶片放入很大的铸铁平底锅内烘烤。
传统的瑪黛茶的调制饮用是将茶放入干的空葫芦内，灌沸水浸泡，用长6英寸（15公分）的管（常为银管）吸饮。通常清泡，有时加入糖、牛奶、柠檬汁等。
瑪黛茶的商品有許多不同的品牌與配方，有的裡面會帶有小茶梗、有的不含瑪黛葉粉末、或帶有少量粉末的。有些種類並沒有很強烈的味道，不過也有些種類會加入一些香草植物，例如：薄荷、柳橙和葡萄柚的果皮。
瑪黛茶中所含的咖啡因成分被稱為瑪黛因（Mateine），就如同瓜拿納果中的瓜拿納因（Guaranine），以及綠茶中的茶毒（Theine），都是咖啡因在不同植物中的同義詞。